# Friedrich Schöpfer

Friedrich Schöpfer, Porträt von Anton Amesbauer

Friedrich Anton Otto Schöpfer (* 14. Januar 1825 in Bozen; † 26. Februar 1903 in Graz) war ein österreichischer Advokat und autodidaktischer Künstler.

## Leben
Friedrich Schöpfer war ein gebürtiger Tiroler, der einer künstlerischen Familie entstammt. Sein Vater Herrmann war Oberst und ebenfalls in seiner Freizeit zeichnerisch tätig. In Innsbruck und Padua studierte er Rechtswissenschaften und kam ab 1852 als Jurist ins oststeirische Hartberg. Neben seinem Beruf als Rechtsanwalt engagierte er sich vor allem in der Politik und wurde schon in seinem vierzigsten Lebensjahr als Ehrenbürger seiner 1300-Einwohner-Heimatstadt. Er stand den 1848er-Revolutionären nahe und intrigierte vor allem gegen den Bürokratismus, das Klerikertum und die Philister.
Sein Bruder Heinrich (1821–1899) war als Offizier ebenfalls zeichnerisch tätig.

## Werk

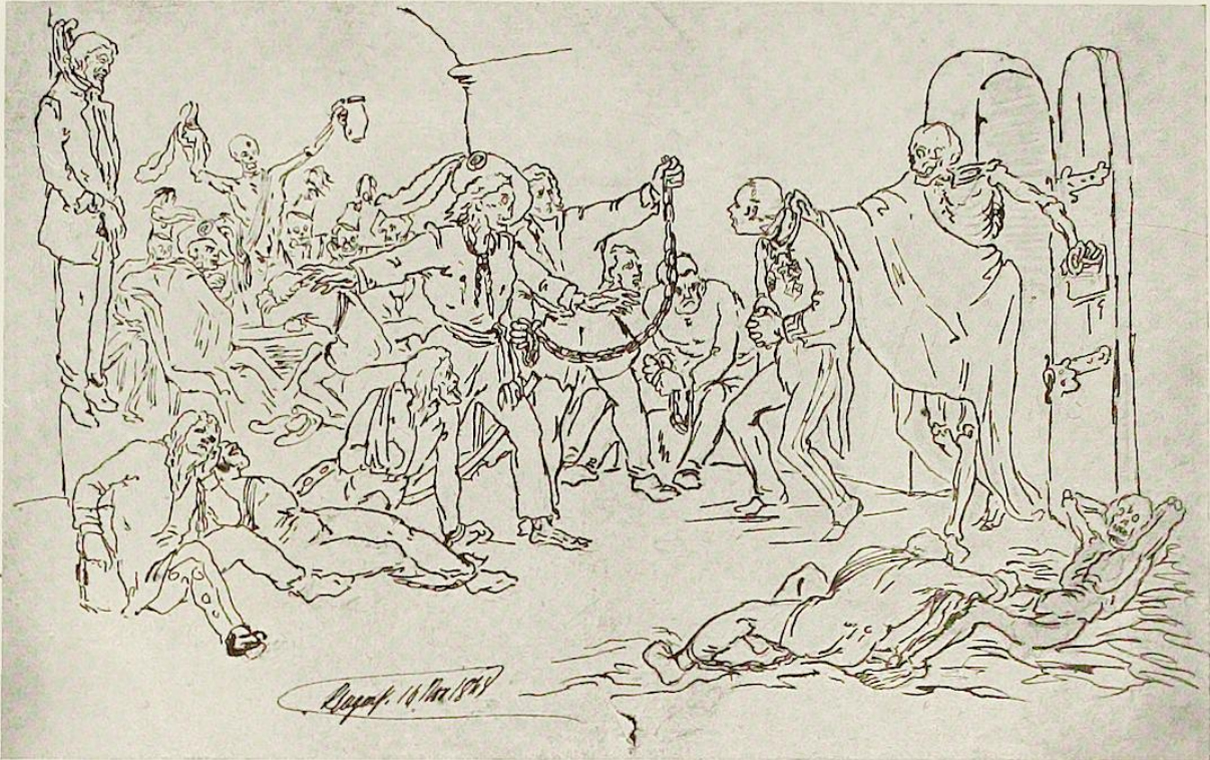
Kerkerszene während der 1848er-Revolution, Schöpfer

Nach seinen Plänen wurde unter anderem der Hartberger Stadtpark gestaltet. Am Ringkogel ist ein nach ihm genannter Rastplatz als beliebtes Ausflugsziel geschaffen worden.
Sein künstlerisches Schaffen erfolgte im Verborgenen und bewegt sich im Bereich der Historienmalerei. Als sein besonderes Privileg kann angesehen werden, dass er sich ohne Achtung auf Urteile von Kritikern oder dem Publikum frei entfalten konnte und so, wie er selbst schrieb, Werke entstanden sind, die „unausgeführt bleiben würden, wenn man sich früher Rechenschaft abgeben müßte, ob er wohl auch geistreich oder pikant genug sein und eventuell nicht da oder dort anstoße. […] Die Tendenz ist meist gegen die Reaktionäre gerichtet, was in der Zeit der Entstehung in den fünfziger, sechziger und anfangs der siebziger jahre für mich sehr anregend war, schon deshalb, weil dies schöne Feld damals noch brach lag, während jetzt, wo der Kampf offen, allgemein und gefahrlos ist, selbes teils schon von bedeutenden Kräften wirksamer exploitiert, teils von Krethi und Plethi breit und flach getreten wurde“. :S. 64
Seine Werke sind meist in Rötel oder mit Lindenkohle ausgeführt und zeigen im Stil Feuerbachs oder Rodins vor allem menschliche Körper mit besonderer Ausdruckskraft und Formgestaltung, die meist bewegt, kämpfend oder im Spiel tummelnd dargestellt werden. Gegenüber eher starren Darstellungen wie bei Feuerbachs Amazonenschlacht ist Schöpfer durch seinen Verzicht auf Modellstudien frei in der Komposition von Bewegungsabläufen. Wie eine Walze durchlaufen die Bewegungen seiner Bilder die Menschenmassen und übertragen sich auf den Betrachter und werden so lebendig. :S. 65
Seine Kritik, die er äußerlich in der Politik formuliert, findet im Privaten Ausdruck in seinen Bildern. Sie fußt auf den Ausdrucksformen der Renaissance und vermischt sich mit dem Stilmittel der Karikatur. Als ein typisches Zeugnis seiner Werkstatt kann das Bild angesehen werden, dass mit „Klagenfurt, 18. November 1848“ unterzeichnet ist. Man sieht einen hoch dekorierten Beamten mit Schärpe, Nadelstreifenhose und Gamaschen, der von einem Knochenmann in einen Kerker geführt wird. Entgegen diesem Vertreter des Establishments ist die Gruft angefüllt von Revolutionären, die inmitten zechender Totengeister dahinsiechen. Schöpfer will mit diesem Bild aufzeigen, dass es jetzt an der Zeit ist, für diese Reaktionäre im Totenreich Platz zu machen. Unwillkürlich vergleicht man mit diesem Bild Alfred Rethels Totentanz, das im gleichen Jahr entstanden ist, aber sicher nicht von ihm beeinflusst sein kann, da Rethel sein Werk erst im Folgejahr veröffentlicht hat. :S. 68 „Mit Leichtigkeit weiß er eine große Menschenmenge zu beherrschen, jede Gestalt in ein gemeinsames, lebendiges Ganzes hineinzuziehen und so eine große Klarheit und Übersichtlichkeit zu erreichen. Gerade darin ist er Rethel überlegen, bei dem die Wirkung allzusehr nur von einzelnen monumental wirkenden Gestalten ausgeht. Die Idee, einen Kampf darzustellen, ohne beide Parteien in ihrem Ringen um den Sieg zu zeigen, wäre bei Schöpfer undenkbar. Dagegen bleiben in Rethels Totentanz die Soldaten vollkommene Nebenfiguren, mit denen er nichts anzufangen weiß.“ :S. 69